# Christophe Dickès
Pour les articles homonymes, voir Dickès.
Christophe Dickès, né le 27 juillet 1972 à Boulogne-sur-Mer, est un historien et journaliste français.
En tant qu'historien, il est un spécialiste des relations internationales, du catholicisme contemporain et du Saint-Siège.

## Biographie
Fils de Jean-Pierre Dickès, il est le frère du poète Damien Dickès et de la philosophe Godeleine Lafargue.
En 2004, il obtient un doctorat consacré à Jacques Bainville, chroniqueur de politique étrangère (1907-1939) sous la direction de Georges-Henri Soutou,.
Tout en travaillant à son doctorat, il entame une carrière de journaliste à la rédaction économique de Radio Classique puis dans le monde de la communication et de la veille média. Il continue néanmoins ses travaux d'écritures, publie plusieurs ouvrages notamment sur Napoléon Bonaparte et travaille pour différents médias : en 2004, il intègre l'équipe de journalistes de Canal Académie, une des toutes premières radios web de la toile chargée de mettre en valeur les travaux des Académies formant l'Institut de France. Il y est responsable d'éditions des émissions Un jour dans l'Histoire et Les cinq minutes de Clio. En 2010, les éditions Robert Laffont lui confient la direction d'un Dictionnaire du Vatican et du Saint-Siège couvrant la période de 1870 à nos jours. Il associe quarante-cinq auteurs de sept nationalités différentes à l'entreprise. Il se spécialise dès lors dans l'histoire diplomatique du Saint-Siège, du Vatican et du catholicisme en général. Spécialiste reconnu de la papauté et de l'histoire de l'Eglise, il est consultant pour plusieurs médias (BFM TV, LCI, France Info, CNews, Le Point). La place qu'il donne à l'histoire dans son analyse singularise ses interventions.  
Il écrit dans divers journaux, sites et revues (Le Figaro, Le Figaro Histoire, L'Express, La Vie, Aleteia, Famille chrétienne, Géo Histoire...). Au mois de septembre 2016, il lance la radio web associative Storiavoce consacrée exclusivement à l'histoire et dont la ligne éditoriale est de s'adresser au monde étudiant, universitaire et grand public cultivé. En 2022, Storiavoce est rachetée par le Groupe Malesherbes (Groupe Le Monde) et associée au magazine Histoire et Civilisations. À partir de 2019, il présente sur la chaîne de télévision KTO TV l'émission Au risque de l'histoire consacrée à l'histoire du christianisme. Christophe Dickès s'emploie à valoriser la recherche historique en invitant essentiellement des universitaires sur son plateau.

## Récompenses
Christophe Dickès se voit décerner, par l'Académie française, le prix François Millepierres en 2022 pour son ouvrage Saint Pierre. Le mystère et l’évidence. En 2025, il reçoit le 25e prix Combourg-Chateaubriand pour son livre Pour l'Église, ce que le monde lui doit.

## Publications

### Ouvrages
- Jacques Bainville, l'Europe d'entre deux-guerres, Godefroy de Bouillon, 1995.
- Au camp de Boulogne (1801-1811), Mémoire de la Société Académique du Boulonnais, Tome XXII, 1999.
- Jacques Bainville - Les lois de la politique étrangère, Bernard Giovanangeli Éditeur, 2008 ; 2e édition revue et corrigée chez L'Artilleur, 512 p., 2021.
- Dictionnaire du Vatican et du Saint-Siège (dir.), Robert Laffont, coll. Bouquins, 2013[12].
- Ces 12 papes qui ont bouleversé le monde, Tallandier, 2015 ; parution en livre de poche dans la collection Texto en 2018, 3è édition en 2024 avec une nouvelle conclusion consacrée en grande partie au pape François.
- L'héritage de Benoît XVI, Tallandier, 2017.
- Le Vatican, Perrin, coll. « Vérités et Légendes », 2018. Traduction en portugais sous le titre O Vaticano, Verdades e Lendas, Guerra e Paz, 2025.
- Saint Pierre : Le mystère et l'évidence, Paris, Perrin, 2021, 480 p. (ISBN 978-2-262-07250-6). Prix François Millepierres 2022 de l'Académie française.
- Pour l'Eglise. Ce que le monde lui doit, Paris, Perrin, 2024, 270 p.,  (ISBN 978-2-262-10499-3). 25e prix Combourg-Chateaubriand 2025.
- Notre-Dame de Paris. Pages d'histoire, Paris, Salvator, 2024. Edition revue et augmentée des textes lus au cours des concerts organisés par la Fondation Notre-Dame de Paris à Saint-Germain L'Auxerrois en 2023.
- "Le christianisme, une religion d'historiens". Hommage à Marc Bloch, Paris, Salvator, à paraître en 2026.

### Ouvrages en collaboration
- Avec A. Bernède et G. Chaduc (dir.), La Campagne d'Égypte: Mythes et réalités, Éditions Cénomane, 1999.
- Avec O. Dard et M. Grunewald (dir.), Jacques Bainville, profil et réceptions, vol. 57, Peter Lang, Coll. Convergences, Université Paul Verlaine-Metz-CRULH-CEGIL, 2010.
- Avec G.H. Soutou et M. Motte (dir.), Entre la vieille France et la seule France, Economica, Isc, coll. Bibliothèques stratégiques, 2010.
- « Jacques Bainville, une critique culturelle éphémère ? », dans Olivier Dard, Michel Leymarie, Neil McWilliam, L'Action française : culture, société, politique, vol. 3 : Le maurrassisme et la culture, Villeneuve-d'Ascq, Presses universitaires du Septentrion, coll. « Histoire et civilisations », 2010 (ISBN 978-2-7574-2145-1, présentation en ligne, lire en ligne), p. 35-44
- Avec Michel Korinman (dir.), « François, père des peuples. Révolution au Saint-Siège », Outre Terre Revue de géopolitique européenne, N°45, Mai 2016.
- Avec Philippe Pichot-Bravard (dir.), Liber Amicorum à Jean de Viguerie, Via Romana, 2017.
- The Russian revolution of 1917 and its International footprint, (Ouvrage collectif), Moscou, Académie des Sciences Russes-MGIMO University, 2018.
- Avec Jean Sévillia (dir.), L'Église en procès, Paris, Tallandier, 2019.
- Avec Jean-Paul Bled et Jean-Pierre Deschodt (dir.), Les conséquences politiques, économiques et sociales de la Grande Guerre (1919-1923), ICES, Centre Roland Mousnier – Paris Sorbonne, La Roche-sur-Yon, 2021.
- Avec Jean-Christophe Buisson et Jean Sévillia (dir.), Le dernier carré, Combattants de l'honneur et soldats perdus, de l'Antiquité à nos jours, Perrin - Le Figaro, 2021.
- Avec Michel Korinman (dir.), Géopolitique de Dieu, Revue Outre-Terre, 2021.
- Avec Samuel Pruvot, en collaboration avec Marc Leboucher, Léon XIV. L'apôtre de la paix, Salvator, 2025. 15 traductions.

### Éditions
- Bainville, la monarchie des Lettres (anthologie des grands textes de Bainville : Histoire de Trois générations; Histoire de deux peuples; Les conséquences politiques de la paix; des récits de voyages, un choix de correspondances mais aussi une centaine d'articles de presse tirés de La Revue universelle, La Liberté, L'Action française, Candide, Le Capital), Introductions et notes de C. Dickès, Robert Laffont, coll. Bouquins, 2011[13]. Livre publié avec le concours du Centre national du livre.
- Jacques Bainville, Les Dictateurs, Perrin, coll. Tempus, 2019.
- Jacques Bainville, Les Moments décisifs de l'Histoire de France, L'Artilleur / Bernard Giovanangeli, 153 p., 2021.
- Jacques Bainville, Histoire de Trois générations, Perrin, coll. Tempus, 2024.